# João José Luís de Mascarenhas Barreto
D. João José Luís de Mascarenhas Barreto foi o 6.º Marquês de Fronteira, 7.º conde da Torre de juro e herdade e 7.º conde de Coculim, 6.° donatário de fronteira e 6.° do mordomado-mor de Faro. Vedor da Casa da Princesa D. Maria Francisca Benedita.
12.° administrador dos morgados das Chantas em Santarém e do da Goucharia em Almeirim. 6.° Morgado da Torre das Vargens e 6.° dos de Coculim e Verodá na India. Comendador na Ordem de Cristo de Nossa Senhora do Rosmaninhal, São Tiago de Torres Vedras, São Nicolau de Carrazedo, São Tiago de Fonte Arcada e de São Miguel de Linhares. Padroeiro dos conventos de São Domingos da Serra e do de Nossa Senhora da Conceição de Torre das Vargens.
Era filho de D. Mariana Josefa de Vasconcelos e Sousa e de D. José Luís de Mascarenhas, 6.° Conde da Torre, 6.° Conde de Coculim, 5.° Marquês de Fronteira, etc. Nasceu na sua casa em Benfica a 13 de Janeiro de 1778 onde viria a morrer a 24 de Fevereiro de 1806.

## Casamento e posteridade
Casado na Lapa em 10 de novembro de 1799 com D. Leonor Benedita de Oyenhausen de Almeida (Porto, Santo Ildefonso, 30 de novembro de 1780 — 18 de outubro de 1850, Benfica, Lisboa), 7.ª donatária de Assumar, 6.ª administradora do morgadio de Vale de Nabais e herdeira de toda a casa de seus pais, D. Leonor de Almeida Portugal e do conde hanoveriano de Oyenhausen.
1. D. José Trazimundo Mascarenhas Barreto (1802 — 1881), 7.º Marquês de Fronteira.
2. D. Carlos Mascarenhas (Benfica, 2 de junho de 1803 — 3 de maio de 1861, Benfica). 7 filhos seus foram legitimados, entre os quais o futuro Marquês de Alorna.
3. D. Leonor Juliana Mascarenhas (Benfica, 4 de junho de 1804 — 3 de fevereiro de 1841, Benfica). Casou em Benfica em 6 de fevereiro de 1826 com D. Vicente de Sousa Coutinho Monteiro Paim, 4° Conde de Alva. Par do Reino, logicial-mor honorário da Casa Real, foi encarregado de Negócios em Turim, cavaleiro da Imperial Ordem da Rosa, filho de D. Luís Roque de Sousa Coutinho Monteiro Paim, 3° Conde de Alva, 1° Marquês de Santa Iria, alcaide-mor de Rio Maior, Gentil-Homem da câmara de D. Maria II de Portugal, Par do Reino, e de sua mulher, D. Mariana Vicência de Sousa Holstein. Com posteridade.